# Обиршень (Віндерей, Васлуй)
Обиршень, Обиршені (рум. Obârșeni) — село у повіті Васлуй в Румунії. Входить до складу комуни Віндерей.
Село розташоване на відстані 237 км на північний схід від Бухареста, 51 км на південь від Васлуя, 109 км на південь від Ясс, 85 км на північ від Галаца.

## Населення
За даними перепису населення 2002 року у селі проживали 1096 осіб, усі — румуни. Усі жителі села рідною мовою назвали румунську.